# Princes possessionnés
 (décembre 2023).
Si vous disposez d'ouvrages ou d'articles de référence ou si vous connaissez des sites web de qualité traitant du thème abordé ici, merci de compléter l'article en donnant les références utiles à sa vérifiabilité et en les liant à la section « Notes et références ».
Les princes possessionnés sont des princes allemands qui avaient conservé des fiefs enclavés dans le royaume de France, notamment après les annexions de l'Alsace (traités de Westphalie de 1648 et traité de Ryswick de 1697) et du duché de Lorraine (1766). Pour certaines, ces possessions dépendaient du royaume de France, quoique dirigées par des princes étrangers ; pour d'autres, les traités stipulaient qu'elles ne dépendaient pas du droit français, mais étaient territoires du Saint-Empire romain germanique.
À la Révolution française, la République voulut établir l'unité du territoire national (nous dirions aujourd'hui la continuité territoriale).
Ces sujets ou princes de l’Empire s'attachèrent alors à défendre légalement leurs propriétés, souvent d’importantes seigneuries, face aux initiatives révolutionnaires. Nombre de ces territoires étaient situés en Alsace, mais également en Lorraine et en Franche-Comté.
Le 4 août 1789 l'Assemblée nationale constituante abolit les droits féodaux et le 2 novembre de la même année, elle nationalise les biens du clergé. Ces deux décrets sont appliqués sur tout le territoire français ; leur application est étendue dans les quelques enclaves étrangères subsistant. Les princes possessionnés, des évêques et des laïcs, protestent aux nom des traités internationaux, qui ne peuvent être modifiés en temps de paix sans négociation préalable.
L'Assemblée constituante s'appuie elle sur la notion de souveraineté nationale. Les décrets s'appliquent à tous les Français, car ils ont été votés par les représentants du peuple souverain. À cette occasion les Constituants énoncent un nouveau droit appelé à un riche avenir, le droit des peuples à disposer d'eux-mêmes, autrement dit le droit à l'autodétermination. Le 31 octobre 1790, le député Merlin de Douai déclare : « Le peuple alsacien s'est uni au peuple français parce qu'il l'a voulu, c'est donc sa volonté seule et non le traité de Münster qui a légitimé cette union. » Le discours de Merlin pose en filigrane la définition de la nation : une association volontaire de citoyens libres.
Les négociations entreprises pour régler ce différend n'aboutissent pas. Les empereurs Joseph II et Léopold II envisagent même une intervention pour défendre les droits des princes allemands. Cette affaire joue beaucoup dans l'hostilité des souverains autrichiens et prussiens vis-à-vis de la Révolution française. À partir d'avril 1792, la France révolutionnaire entre en guerre contre l'Empire. La question des princes possessionnés tombe définitivement en désuétude mais les nouveaux principes de droit international qu'elle a suscités sont un des ferments des mouvements des nationalités du XIXe siècle.
Les annexions à la République sont entérinées par certaines dispositions du traité de Lunéville en 1801, et (avec les conquêtes révolutionnaires et napoléoniennes) entraînent le recès d'Empire qui redistribue notamment les riches possessions seigneuriales allemandes de l'Église aux principaux princes germaniques lésés par la perte de leurs possessions françaises.

## Sources
- Albert Soboul, Histoire de la Révolution française, Éditions sociales, 1962
- Différents articles de l'Encyclopaedia Universalis, DVD, 2007.
- Michel Vovelle, La chute de la monarchie, Seuil, 1972.